# 本多夫 (伯尔德县)
本多夫是德国萨克森-安哈尔特州的一个市镇。总面积6.83平方公里，总人口890人，其中男性452人，女性438人（2011年12月31日），人口密度130人/平方公里。